# Мартин, Боб (гребец)
Роберт Дауд «Боб» Мартин (англ. Robert Doud "Bob" Martin; 19 июня 1925, Такома, Вашингтон — 18 октября 2012, Гиг-Харбор, Вашингтон) — американский гребец, выступавший за сборную США по академической гребле в конце 1940-х годов. Чемпион летних Олимпийских игр в Лондоне, победитель и призёр многих студенческих регат. Офицер Военно-морских сил США, участник Второй мировой войны.

## Биография
Боб Мартин родился 19 июня 1925 года в городе Такома, штат Вашингтон.
Занимался академической греблей во время учёбы в Вашингтонском университете в Сиэтле, состоял в местной гребной команде «Вашингтон Хаскис», неоднократно принимал участие в различных студенческих регатах.
Его обучение в университете было прервано Второй мировой войной, он поступил на службу в Военно-морские силы США и затем как член экипажа танкодесантного корабля USS LST-451 принимал участие в нескольких сражениях тихоокеанского театра военных действий, в частности участвовал в боях за острова Сайпан, Тиниан, Лейте, залив Лингаен, в битве за Окинаву.
По окончании войны в 1945 году уволился из вооружённых сил в звании младшего лейтенанта и вернулся в университет продолжать обучение. Также продолжил и занятия греблей в составе университетской команды.
Наивысшего успеха в гребле на международном уровне Мартин добился в сезоне 1948 года, когда вошёл в основной состав американской национальной сборной и благодаря череде удачных выступлений удостоился права защищать честь страны на летних Олимпийских играх в Лондоне. В составе экипажа-четвёрки с рулевым в финале обошёл всех своих соперников, в том числе на три секунды опередил ближайших преследователей из Швейцарии, и тем самым завоевал золотую олимпийскую медаль.
Получив степень бакалавра делового администрирования, впоследствии работал в лесной промышленности, более 30 лет являлся сотрудником компании Weyerhaeuser, где вплоть до выхода на пенсию в 1982 году занимал должность вице-президента по специальным продуктам.
Умер 18 октября 2012 года в Гиг-Харборе в возрасте 87 лет.